# 菲律宾海板块
 隐没带

 Alps  造山带
30→ 相对于非洲板块的移动速度（mm/Y）

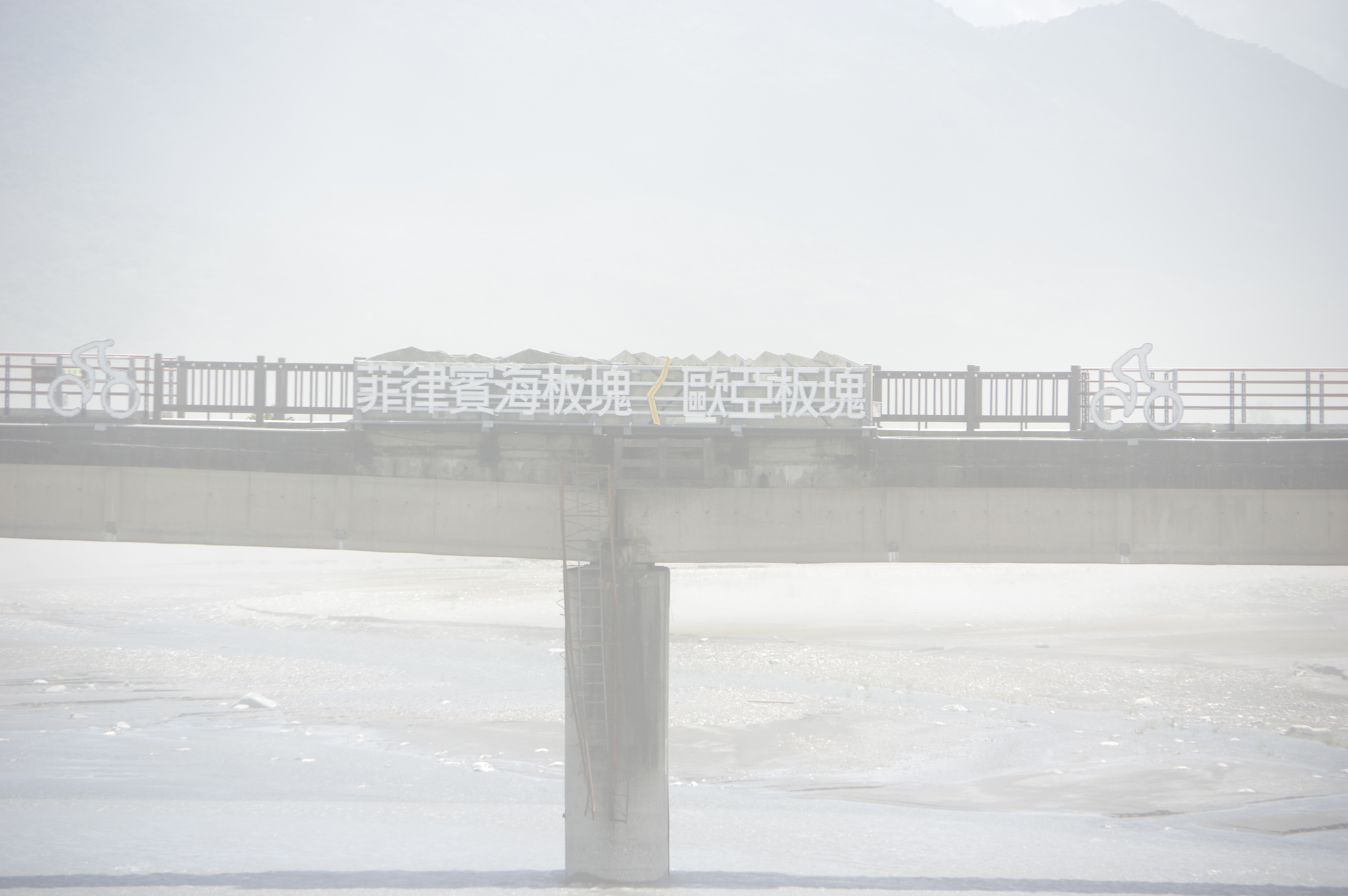
台灣花蓮縣玉里鎮原臺灣鐵路管理局臺東線秀姑巒溪大橋，歐亞大陸板塊與菲律賓海板塊交界（池上斷層）通過該橋。

菲律宾海板块（英語：Philippine Sea Plate），是位于西太平洋菲律宾海的一个大洋板块，其形状略呈菱形，面积在30个主要板块中排第11位。菲律宾海板块由菲律宾海以下的大洋岩石圈构成，而菲律宾群岛的大部分都位于该板块以西。在1968年勒皮雄首次提出的六大板块中，它是欧亚板块的一部分，因此菲律賓海板塊是因位於菲律賓海故以此命名，並非屬海洋板塊之一。
菲律宾海板块几乎全部位于海底，西部以菲律宾群岛为界，西北部以台湾和琉球群岛为界，北部以日本为界，东部以伊豆－小笠原群島和马里亚纳群岛为界，南部则以雅浦岛、帕劳和印度尼西亚最东部的哈马黑拉岛等岛屿为界。板块的东部形成伊豆-小笠原-马里亚纳岛弧伊豆-小笠原-马里亚纳岛弧系。
菲律宾海板块的东界是隐没带（或细分出来的马里亚纳板块），太平洋板块俯冲隐没于其下。其西界、西北界和北界主要也是隐没带，菲律宾海板块在此边界隐没于欧亚板块（或由较广义的欧亚板块细分为的巽他板块、扬子板块、冲绳板块和阿穆尔板块）之下。其南部主要与加洛林板塊相接，东北部一隅则与北美洲板块（或其细分出的鄂霍次克板块）相接。
菲律宾海板块和欧亞板块的碰撞形成了台湾，这一过程在今天还在延续。在其最北端，伊豆-小笠原-马里亚纳岛弧的增厚地壳则与日本碰撞形成了伊豆碰撞带。
菲律宾海板块构成了菲律宾海的海盆，它是5个较小的岩石圈板块之一，面积与阿拉伯板块相仿(Anderson, 2002)。在地球上现存的所有板块中，菲律宾海板块是唯一的一个几乎全部由消减带包围的板块。它因而可以分成两个部分，即被“捕获”和不活动的西半部，及由于太平洋板块的西向消减而形成并不断增生的东半部。西半部将来注定会消失，因为它将向西和北消减于欧亚板块之下；而东半部则由几条南北向的海岭（自西向东依次是九州-帕劳海岭、冲之鸟-四国海岭和西马里亚纳海岭）及其间的海盆（如四国海盆，是巨大的弧后盆地）组成。伊豆-小笠原列岛和马里亚纳群岛及其附近的水下火山，则通常被看作是伊豆-小笠原-马里亚纳岛弧系。
伊豆半岛是菲律宾海板块的最北端。菲律宾海板块、欧亚板块（或其细分成的阿穆尔板块）和北美板块（或其细分成的鄂霍次克板块）三者会聚之点就是富士山。